# Günther de Schwarzburg
Günther de Schwarzburg  (n. 1304, Burg Greifenstein⁠(d), Turingia, Sfântul Imperiu Roman – d. 14 iunie 1349, Frankfurt am Main, Sfântul Imperiu Roman) a fost al XXI-lea conte de Schwarzburg care a devenit antirege în 1349 împotriva regelui romano-german Carol al IV-lea.

## Biografie
Günther a fost fiul contelui Henric al VII-lea de Schwarzburg-Blankenburg (c. 1267–1324) și al soției sale, Christina de Gleichen (c. 1268–c. 1296).
El s-a aflat ca diplomat în slujba împăratului romano-german Ludovic al IV-lea. Pe 11 octombrie 1347, la doi ani după moartea acestuia, după mai multe încercări nereușite ale partidei Wittelsbach de a-și impune propriul candidat împotriva lui Carol al IV-lea Luxemburg, care fusese ales antirege pe 11 iulie 1346, Günther a fost convins să candideze la ocuparea tronului imperial. Pe 30 ianuarie 1349 el a fost ales la Frankfurt pe Main de partida Wittelsbach și de susținătorii acesteia. La alegere el a fost votat de Ludovic al V-lea, margraf de Brandenburg și fiu al împăratului Ludovic al IV-lea, de ducele de Saxa-Lauenburg, de contele palatin al Rinului și de arhiepiscopul de Mainz, Henric al III-lea de Virneburg, care fusese destituit.
Günther și-a justificat legitimitatea prin faptul că – spre deosebire de Carol care fusese ales la Rhens – el fusese ales „la locul potrivit” adică „la Frankfurt, deoarece regele roman acolo este corect... ales” (în original „zu Frankenfort in dem Velde, da Romische kunge zu rechte...gewelt sind“). Carol nu fusese încoronat la „locul potrivit”, adică nu la Aachen, ci la Bonn. Cu toate acestea, orașul l-a recunoscut ca rege ales pe Carol al IV-lea și l-a lăsat pe Günther să aștepte în afara zidurilor orașului timp de o săptămână. Abia pe 6 februarie, când a avut loc intrarea sa ceremonială în oraș conform vechii tradiții, Günther și-a putut prelua funcția, a confirmat privilegiile orașului și a primit omagiul cetățenilor în piața „Römerberg”.
Carol al IV-lea a reușit rapid să-i câștige de partea sa pe susținătorii antiregelui și în cele din urmă, a învins armata lui Günther lângă Eltville am Rhein. Pe 26 mai 1349 Günther a renunțat la toate pretențiile sale prin Tratatul de la Eltville în schimbul unei despăgubiri de 20 000 de mărci de argint și a unei amnistii pentru susținătorii săi. El însuși nu a mai putut profita de pe urma renunțării sale deoarece a murit la scurt timp la Frankfurt, probabil de ciumă. De asemenea, s-a spus că a fost otrăvit, fapt care nu a putut fi dovedit istoric.
Günther a fost înmormântat cu onoruri regale în Catedrala din Frankfurt, la ordinul lui Carol al IV-lea care a participat la funeralii. Carol a fost încoronat din nou la Aachen la 18 iunie 1349.
Piatra funerară, o capodoperă a artei gotice, a fost ridicată în memoria sa în 1352. În Frankfurt există două străzi și o școală care îi poartă numele: Schwarzburgstraße, Güntherstraße și Schwarzburgschule.

## Căsătorie și descendenți
La 9 septembrie 1331 Günther s-a căsătorit cu Elisabeta Hohnstein-Klettenberg (c. 1302 – 1380), fiică a contelui Henric al IV-lea de Hohnstein. Din căsătoria lor au rezultat cinci copii:
- Agnes (1330 – 1399);
- Sofia (c. 1331 – după 1351), căsătorită cu Frederic al II-lea de Orlamünde;
- Elisabeta (c. 1336 – 1380);
- Henric al XIII-lea (c. 1338 – 1357), succesorul tatălui său (nu a avut urmași);
- Mechtild (c. 1340 – 1370).